# ساراندی گرانده
ساراندی گرانده (به اسپانیایی: Sarandí Grande) شهری در کشور اروگوئه، استان فلوریدا است که جمعیت آن در سرشماری سال ۲۰۰۴ میلادی ۶٬۳۶۲ نفر بوده‌است.